# ويليام هالسي وود
ويليام هالسي وود (بالإنجليزية: William Halsey Wood)‏ هو مهندس معماري أمريكي، ولد في 24 أبريل 1855 في دانسفيل ليفينغستون مقاطعة في الولايات المتحدة، وتوفي في 13 مارس 1897 في فيلادلفيا في الولايات المتحدة.